# Tekoá

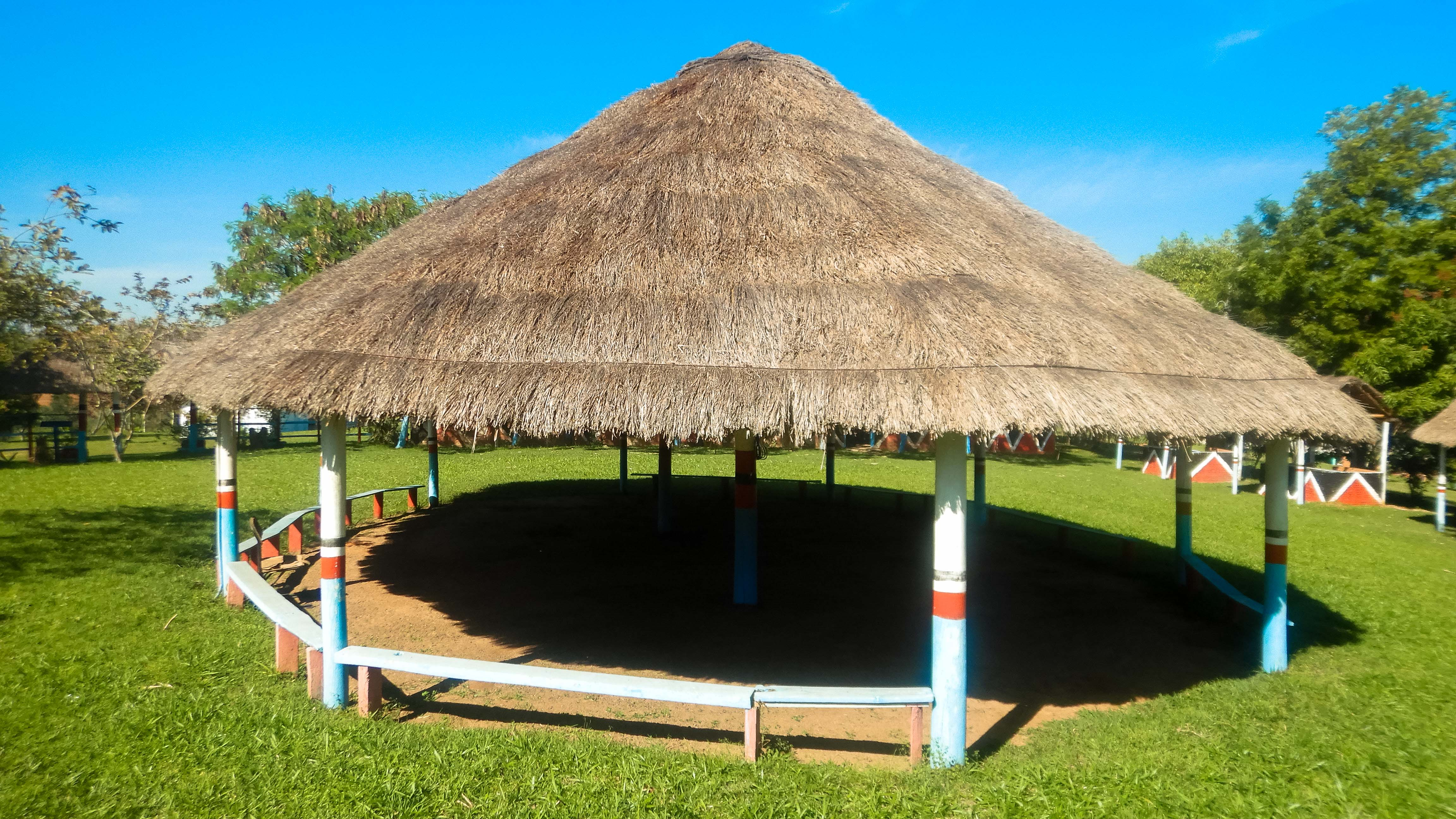
Aldeia indígena Tekoá.

O termo tekoá, também grafado tekoha (pronunciado /tequô'á/), é de origem guarani e significa aldeia guarani. O significado completo da palavra, porém, não se reduz ao lugar habitado pelo grupo guarani. 

## Significado
Literalmente, significa o lugar do modo de ser guarani, sendo esta categoria modo de ser (tekó) entendida como um conjunto de preceitos para a vida, em consonância com os regramentos cosmológicos herdados pelos antigos guaranis. O "a" de tekoá é um sufixo oriundo do proto-tupi-guarani *-aba, e que significa, no caso, "lugar de".

## História
São considerados tekoá áreas onde foram construídas e são mantidas as casas cerimoniais da tradição guarani e centro das atividades xamânico-religiosas das comunidades. A existência e manutenção de uma opy indica, consequentemente, a existência de um ou mais karaí, os xamãs anciãos guaranis, considerados possuidores de amplos poderes e de muito prestígio entre os indivíduos da comunidade. Nem todo lugar habitado por populações guaranis é um tekoá - os acampamentos e áreas de ocupação recentes não são chamados de tekoá.
Segundo os guaranis moradores da Tekoá Jataí'ty, no estado brasileiro do Rio Grande do Sul, não é possível ser guarani e seguir o tekó sem viver em um tekoá.